# Peter Daenens
Peter Daenens, född 23 november 1960, är en friidrottare från Belgien. Han deltog vid olympiska sommarspelen 1984.